# Полевков, Николай Васильевич
Никола́й Васи́льевич Полевко́в (20 августа 1930, Оршанский округ — 3 сентября 2018,  Минск) — передовик советского транспортостроения, машинист копров специализированного управления механизации № 96 специализированного треста «Строймеханизация» Министерства промышленного строительства Белорусской ССР, город Минск. Герой Социалистического Труда (1986).

## Биография
Родился в семье Василия Никитовича и Елены Архиповны Полевковых. Его отец в период всеобщей коллективизации долго не хотел вступать в колхоз и расставаться с лошадью. В 1937 году об этом вспомнили, он был репрессирован и реабилитирован только через десять лет, в 1947 году. Пришлось матери одной поднимать четырёх детей. Его детство пришлось на годы Великой Отечественной войны. В 1943 году оккупанты пытались угнать его в Германию вместе с другими сверстниками. Ловкий мальчишка убежал по дороге, нашёл в лесу партизан и пробыл в отряде девять месяцев, до самого освобождения Могилёвщины в июне 1944 года.
После окончания Жеванской семилетней школы в 1946 году поступил на курсы при Первомайской машинно-тракторной станции (МТС). Окончив курсы, стал работать слесарем по ремонту тракторного парка в этой организации.
В 1951 году был призван в ряды Советской Армии и проходил службу на Сахалине. Вернувшись в свою деревню, решил учиться дальше и окончил в 1954 году Могилёвское училище механизации сельского хозяйства № 19 (деревня Буйничи Могилёвского района), где получил специальность механизатора широкого профиля. После окончания училища работал трактористом на торфопредприятии «Гончанское» в Кличевском районе Могилёвской области. Принимал участие в осушении болот и промышленной добыче торфа.
В 1959 году переехал в Минск, где начал работать в специализированном тресте № 15«Спецстроймеханизация» Министерства строительства Белорусской на строительстве мостов и линий электропередачи в различных районах и областях республики. Затем овладел профессией машиниста сваебойной установки (копра) и принимал активное участие в крупных стройках в разных городах Белоруссии — на возведении Новополоцкого и Мозырского нефтеперерабатывающих заводов, Брестского коврового комбината, гродненского «Азота», корпусов «Гомсельмаша».
В 1969 году перешёл на работу в специализированное управление механизации № 96 (СУМ-96). Это была первая в СССР строительная организация, которая специализировалась на обустройстве специальных свайных фундаментов. В 1970-х годах Н. В. Полевков ударно трудился на строительстве школ и жилых домов, мостов и промышленных зданий в городе Минск. Через двадцать лет после окончания семилетки пошёл в вечернюю школу, потом поступил учиться на заочное отделение Минского архитектурно-строительного техникума, который закончил в 1974 году. Затем возглавил бригаду строителей-копёрщиков. Во главе этой бригады он продолжил трудиться на возведении объектов гражданского, транспортного и социально-культурного назначения.
16 июня 1977 года ему было доверено заложить первую сваю в основание первой станции «Парк Челюскинцев». Всего за годы строительства метро его бригада участвовала в заложении четырёхсот свай. В дальнейшем был назначен мастером и до выхода на пенсию работал в СУМ-96, активно передавая свой богатый опыт молодым строителям. В 1996 году вышел на заслуженный отдых. Живёт в Минске и принимает активное участие в работе ветеранской организации города. Его сын Андрей пошёл по стопам отца и стал ведущим инженером-строителем в проектном институт.
Указом Президиума Верховного Совета СССР от 9 июля 1986 года за выдающиеся производственные достижения, досрочное выполнение заданий одиннадцатой пятилетки по строительству объектов производственного, социально-культурного назначения, жилых домов и проявленный трудовой героизм Полевкову Николаю Васильевичу присвоено звание Героя Социалистического Труда с вручением ордена Ленина и золотой медали «Серп и Молот».
Жил в Минске. Умер 3 сентября 2018 года. Похоронен на Восточном кладбище Минска.

## Награды
- Медаль «Серп и Молот» (09.07.1986)
- орден Ленина (09.07.1986)
- орден Октябрьской Революции (19.03.1981)
- орден «Знак Почёта» (05.04.1971)
- орден Трудовой Славы 3-й степени (21.04.1975)
- медали СССР и Белоруссии